# Coleman Wong
Coleman Wong Chak-lam (Hong Kong, 6 giugno 2004) è un tennista hongkonghese.

## Vita privata
Ha studiato alla Diocesan Boys' School e nel 2023 è entrato all'Università di Hong Kong. Ha una sorella maggiore di nome Elana. Ha iniziato a giocare a tennis a cinque anni, quando ha sostituito la sorella Elana che era malata e non poteva presenziare alle lezioni di tennis.

## Carriera

### Tra gli juniores
Si aggiudica il torneo di singolare under 14 all'Orange Bowl nel dicembre 2018, dopo che nel 2017 aveva esordito nei tornei dell'ITF Junior Circuit e nel corso del 2018 aveva vinto i suoi primi due tornei in singolare e il primo in doppio. A 17 anni inizia ad allenarsi all'Accademia di Rafael Nadal in Spagna.
Con il successo in doppio maschile agli US Open 2021, diventa il secondo vincitore assoluto di Hong Kong in una prova del Grande Slam, dopo il titolo nel doppio femminile juniores di Patricia Hy al torneo di Wimbledon 1983. Vince il suo secondo titolo del Grande Slam agli Australian Open 2022 in doppio maschile in coppia con Bruno Kuzuhara, diventando il primo vincitore di due titoli consecutivi del Grande Slam in doppio maschile da Hsu Yu-hsiou, che nel 2017 vinse a Wimbledon e agli US Open.
Nel suo ultimo impegno tra gli juniores, si spinge fino alle semifinali in singolare agli US Open 2022, miglior risultato di sempre in singolare per un tennista di Hong Kong in un torneo del Grande Slam. Il 10 ottobre 2022 raggiunge l'11° posto mondiale, suo miglior ranking di categoria. Chiude la carriera giovanile con 5 titoli in singolare e 5 in doppio, con un record di vittorie e sconfitte di 101-54 (65%) in singolare e 66-44 (60%) in doppio.

### 2019-2022, inizi tra i professionisti, esordio in Coppa Davis e primi titoli ITF in doppio
Fa le sue prime rare apparizioni tra i professionisti tra il 2019 e il 2021 in tornei del circuito ITF, nel settembre 2019 esordisce inoltre nella squadra di Hong Kong di Coppa Davis con due sconfitte in singolare nella sfida persa 4-0 contro Taiwan. Inizia a giocare con continuità nel 2022, non raccoglie particolari successi in singolare e disputa per le prime volte le qualificazioni in tornei dell'ATP Challenger Tour. In doppio raggiunge le sue prime quattro finali ITF e vince le prime due in un M15 a Manacor e in un M25 a Tay Ninh, in Vietnam.

### 2023, primi titoli ITF e prime finali Challenger in singolare
Disputa i suoi primi incontri in tabelloni principali di tornei Challenger nei primi mesi del 2023. A giugno disputa e perde la prima finale in singolare in un ITF M15 tunisino e la settimana successiva vince il primo titolo in singolare in un altro ITF M15 tunisino, diventando il primo tennista di Hong Kong a conquistare un titolo in singolare tra i professionisti. A settembre vince il primo titolo in singolare in un ITF M25 nella sua Hong Kong.
Ai Giochi asiatici di Hangzhou sconfigge il nº 98 ATP Wu Yibing, primo top 100 mai battuto da un tennista di Hong Kong, ed esce di scena nei quarti di finale. A ottobre diventa al torneo di Shenzhen il primo hongkonghese a disputare una finale Challenger e raccoglie un solo gioco contro James Duckworth. La settimana seguente perde la finale Challenger contro Duckworth anche al City of Playford International (questa volta per 5-7, 5-7), e diventa il primo tennista di Hong Kong a entrare nella top 300. Consegue alcuni altri discreti risultati nei Challenger e a dicembre sale al 252º posto mondiale.

### 2024, esordi nel circuito maggiore e 128º nel ranking
All'esordio stagionale debutta nel circuito maggiore all'Hong Kong Tennis Open 2024 e viene eliminato al primo turno sia in singolare che in doppio. A marzo perde la finale al Challenger di Nuova Delhi contro Geoffrey Blancaneaux. Accede per la prima volta nel tabellone principale di un Masters 1000 al Miami Open battendo nelle qualificazioni i top 100 Hugo Gaston e Sumit Nagal, e viene eliminato al primo turno. A fine torneo fa il suo ingresso nella top 200. Sale alla 149ª posizione dopo la finale persa ad agosto al Lincoln Challenger contro Jacob Fearnley. Eliminato al primo turno di qualificazione al Roland Garros e a Wimbledon, vince il primo incontro nelle qualificazioni di uno Slam agli US Open e perde il secondo. A settembre vince il suo primo match ATP all'Hangzhou Open grazie al ritiro di Wu Yibing, ed esce di scena al secondo turno per mano di Brandon Nakashima. Raggiunge quindi una semifinale Challenger e perde al primo turno nei tornei ATP dello Shanghai Masters e dell'Almaty Open. Dopo il nuovo miglior ranking al 128º posto a fine settembre, chiude la stagione al 170º.

### 2025, terzo turno a Miami
Sconfitto al secondo turno di qualificazione agli Australian Open, torna a mettersi in luce al Miami Open, entrato nel torneo con una wild card, vince i suoi primi incontri in un Masters 1000 contro il nº 82 ATP Daniel Altmaier e soprattutto il nº 14 Ben Shelton, prima di cedere in tre set a Adam Walton.

## Statistiche

### Tornei Challenger

#### Finali perse (4)
| N. | Data         | Torneo                              | Superficie | Avversario in finale | Punteggio |
| 1. | Ottobre 2023 | Shenzhen Luohu Challenger, Shenzhen | Cemento    | James Duckworth      | 0-6, 1-6  |
| 2. | Ottobre 2023 | Playford International, Playford    | Cemento    | James Duckworth      | 5-7, 5-7  |
| 3. | Marzo 2024   | Delhi Open, Nuova Delhi             | Cemento    | Geoffrey Blancaneaux | 4-6, 2-6  |
| 4. | Agosto 2024  | Lincoln Challenger, Lincoln         | Cemento    | Jacob Fearnley       | 4-6, 2-6  |